# Hypomeeting

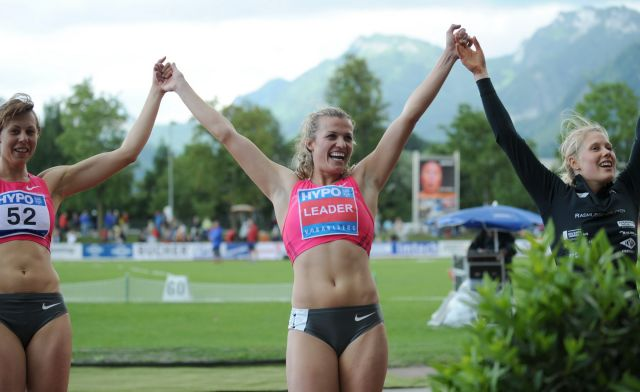
Het podium van de zevenkamp tijdens de Hypomeeting van 2009

De Hypomeeting, ook bekend als de Mösle Mehrkampf-Meeting of Meerkamp-Meeting Götzis, is een internationale meerkampwedstrijd die jaarlijks wordt gehouden in het Möslestadion in de Oostenrijkse gemeente Götzis in de deelstaat Vorarlberg. De wedstrijd geldt volgens de IAAF als best bezette meerkampmeeting ter wereld. De naam van de wedstrijd is vernoemd naar de hoofdsponsor Hypo Landesbank Vorarlberg. De wedstrijd keert jaarlijks ongeveer € 100.000 aan prijzengeld uit.

## Geschiedenis
In 1972 werd de Montfort-gemeenschap voor atletiek ("Leichtathletikgemeinschaft Montfort", kort LG Montfort) opgericht in Götzis, Vorarlberg.

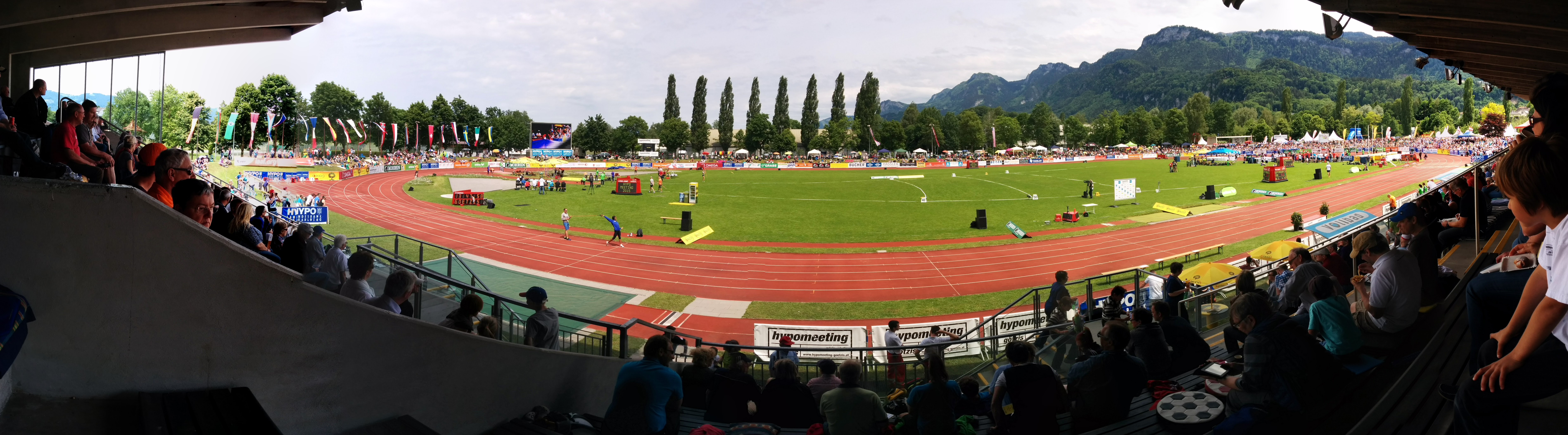
Het Möslestadion in Götzis

De LG Montfornt richtte de wedstrijd voor het eerst in 1975 op, destijds met als enige onderdeel de tienkamp voor mannen. In 1981 werd de zevenkamp voor de vrouwen aan het programma toegevoegd. Al sinds de oprichting kent de Hypomeeting een sterk internationaal veld, met deelnemers als oud-wereldrecordhouders Guido Kratschmer, Daley Thompson en Sabine Braun. In 1998 werd, mede op aandringen van de toenmalige directeur van de Hypomeeting, de IAAF World Combined Events Challenge ingevoerd. De Hypomeeting behoort sinds de oprichting tot dit meerkampcircuit.

## Wereldrecords tijdens de Hypomeeting
In de loop van de verschillende edities van de Hypomeeting is er driemaal een wereldrecord verbeterd; alle keren betreft het de tienkamp.
| Datum          | Atleet         | Onderdeel | Prestatie | Huidig wereldrecord                |
| -------------- | -------------- | --------- | --------- | ---------------------------------- |
| 14/15 mei 1980 | Daley Thompson | tienkamp  | 8.622 pt  | Nee, verbeterd op 13/14 juni 1980  |
| 22/23 mei 1982 | Daley Thompson | tienkamp  | 8.704 pt  | Nee, verbeterd op 15 augustus 1982 |
| 26/27 mei 2001 | Roman Šebrle   | tienkamp  | 9.026 pt  | Nee, verbeterd op 22/23 juni 2012  |

## Meetingrecords
| Onderdeel            | Prestatie          | Atleet              | Nationaliteit | Datum          |
| -------------------- | ------------------ | ------------------- | ------------- | -------------- |
| 100 m                | 10,12 s (+0,9 m/s) | Damian Warner       | Canada        | 25 mei 2019    |
| verspringen          | 8,45 m             | Simon Ehammer       | Zwitserland   | 28 mei 2022    |
| kogelstoten          | 17,45 m            | Michael Smith       | Canada        | 31 mei 1997    |
| hoogspringen         | 2,23 m             | Christian Schenk    | Duitsland     | 16 juni 1990   |
| 400 m                | 46,40 s            | Ayden Owens-Delerme | Puerto Rico   | 31 mei 2025    |
| 110 m horden         | 13,36 s            | Damian Warner       | Canada        | 30 mei 2021    |
| discuswerpen         | 55,14 m            | Norbert Demel       | Duitsland     | 27 mei 1995    |
| polsstokhoogspringen | 5,55 m             | Erki Nool           | Estland       | 4 juni 2000    |
| speerwerpen          | 75,49 m            | Leonel Suárez       | Cuba          | 29 mei 2011    |
| 1500 m               | 4.08,31            | Jeff Tesselaar      | Nederland     | 1 juni 2025    |
| tienkamp             | 9026 pt            | Roman Šebrle        | Tsjechië      | 26/27 mei 2001 |

| Onderdeel    | Prestatie | Atlete             | Nationaliteit    | Datum              |
| ------------ | --------- | ------------------ | ---------------- | ------------------ |
| 100 m horden | 12,71 s   | Michelle Atherley  | Verenigde Staten | 18 mei 2024        |
| hoogspringen | 2,01 m    | Nafissatou Thiam   | België           | 26 mei 2018        |
| kogelstoten  | 16,92 m   | Austra Skujytė     | Litouwen         | 28 mei 2005        |
| 200 m        | 22,35 s   | Dafne Schippers    | Nederland        | 31 mei 2014        |
| verspringen  | 6,93 m    | Svetlana Moskalets | Rusland          | 28 mei 1995        |
| speerwerpen  | 59,81 m   | Anouk Vetter       | Nederland        | 29 mei 2022        |
| 800 m        | 2.01,23   | Anna Hall          | Verenigde Staten | 1 juni 2025        |
| zevenkamp    | 7032 pt   | Anna Hall          | Verenigde Staten | 31 mei/1 juni 2025 |

## Winnaars
| Editie | Tienkamp (mannen)   | Tienkamp (mannen)              | Tienkamp (mannen) | Zevenkamp (vrouwen)       | Zevenkamp (vrouwen)            | Zevenkamp (vrouwen) |
| Editie | Winnaar             | Land                           | Punten            | Winnares                  | Land                           | Punten              |
| ------ | ------------------- | ------------------------------ | ----------------- | ------------------------- | ------------------------------ | ------------------- |
| 1975   | Peter Kratky        | Tsjecho-Slowakije              | 7.591             | Geen wedstrijd            | Geen wedstrijd                 | Geen wedstrijd      |
| 1976   | Guido Kratschmer    | Bondsrepubliek Duitsland       | 8.309             | Geen wedstrijd            | Geen wedstrijd                 | Geen wedstrijd      |
| 1977   | Sepp Zeilbauer      | Oostenrijk                     | 8.039             | Geen wedstrijd            | Geen wedstrijd                 | Geen wedstrijd      |
| 1978   | Guido Kratschmer    | Bondsrepubliek Duitsland       | 8.411             | Geen wedstrijd            | Geen wedstrijd                 | Geen wedstrijd      |
| 1979   | Thierry Dubois      | Frankrijk                      | 8.139             | Geen wedstrijd            | Geen wedstrijd                 | Geen wedstrijd      |
| 1980   | Daley Thompson      | Verenigd Koninkrijk            | 8.648             | Geen wedstrijd            | Geen wedstrijd                 | Geen wedstrijd      |
| 1981   | Sepp Zeilbauer      | Oostenrijk                     | 8.182             | Jane Frederick            | Verenigde Staten               | 6.291               |
| 1982   | Daley Thompson      | Verenigd Koninkrijk            | 8.730             | Jane Frederick            | Verenigde Staten               | 6.438               |
| 1983   | Grigoriy Degtyaryev | Sovjet-Unie                    | 8.480             | Natalya Shubenkova        | Sovjet-Unie                    | 6.517               |
| 1984   | Grigoriy Degtyaryev | Sovjet-Unie                    | 8.617             | Nadezhda Vinogradova      | Sovjet-Unie                    | 6.289               |
| 1985   | Uwe Freimuth        | Duitse Democratische Republiek | 8.473             | Jane Frederick            | Verenigde Staten               | 6.666               |
| 1986   | Guido Kratschmer    | Bondsrepubliek Duitsland       | 8.519             | Jackie Joyner-Kersee      | Verenigde Staten               | 6.841               |
| 1987   | Siegfried Wentz     | Bondsrepubliek Duitsland       | 8.645             | Anke Behmer               | Duitse Democratische Republiek | 6.692               |
| 1988   | Uwe Freimuth        | Duitse Democratische Republiek | 8.381             | Anke Behmer               | Duitse Democratische Republiek | 6.805               |
| 1989   | Christian Plaziat   | Frankrijk                      | 8.485             | Anke Behmer               | Duitse Democratische Republiek | 6.686               |
| 1990   | Christian Schenk    | Duitse Democratische Republiek | 8.481             | Sabine Braun              | Bondsrepubliek Duitsland       | 6.604               |
| 1991   | Mike Smith          | Canada                         | 8.427             | Sabine Braun              | Duitsland                      | 6.584               |
| 1992   | Robert Změlík       | Tsjecho-Slowakije              | 8.627             | Sabine Braun              | Duitsland                      | 6.985               |
| 1993   | Eduard Hämäläinen   | Wit-Rusland                    | 8.604             | Svetla Dimitrova          | Bulgarije                      | 6.594               |
| 1994   | Eduard Hämäläinen   | Wit-Rusland                    | 8.735             | Sabine Braun              | Duitsland                      | 6.665               |
| 1995   | Erki Nool           | Estland                        | 8.575             | Ghada Shouaa              | Syrië                          | 6.715               |
| 1996   | Mike Smith          | Canada                         | 8.626             | Ghada Shouaa              | Syrië                          | 6.942               |
| 1997   | Eduard Hämäläinen   | Finland                        | 8.617             | Denise Lewis              | Verenigd Koninkrijk            | 6.736               |
| 1998   | Erki Nool           | Estland                        | 8.672             | Irina Belova              | Rusland                        | 6.466               |
| 1999   | Tomáš Dvořák        | Tsjechië                       | 8.738             | DeDee Nathan              | Verenigde Staten               | 6.577               |
| 2000   | Tomáš Dvořák        | Tsjechië                       | 8.900             | Eunice Barber             | Frankrijk                      | 6.842               |
| 2001   | Roman Šebrle        | Tsjechië                       | 9.026             | Eunice Barber             | Frankrijk                      | 6.736               |
| 2002   | Roman Šebrle        | Tsjechië                       | 8.800             | Shelia Burrell            | Verenigde Staten               | 6.363               |
| 2003   | Roman Šebrle        | Tsjechië                       | 8.807             | Carolina Klüft            | Zweden                         | 6.602               |
| 2004   | Roman Šebrle        | Tsjechië                       | 8.842             | Carolina Klüft            | Zweden                         | 6.820               |
| 2005   | Roman Šebrle        | Tsjechië                       | 8.534             | Carolina Klüft            | Zweden                         | 6.824               |
| 2006   | Bryan Clay          | Verenigde Staten               | 8.677             | Carolina Klüft            | Zweden                         | 6.719               |
| 2007   | Andrej Krawtsjanka  | Wit-Rusland                    | 8.617             | Carolina Klüft            | Zweden                         | 6.681               |
| 2008   | Dmitri Karpov       | Kazachstan                     | 8.504             | Tatjana Tsjernova         | Rusland                        | 6.618               |
| 2009   | Michael Schrader    | Duitsland                      | 8.522             | Natalja Dobrynska         | Oekraïne                       | 6.558               |
| 2010   | Bryan Clay          | Verenigde Staten               | 8.483             | Jessica Ennis             | Verenigd Koninkrijk            | 6.689               |
| 2011   | Trey Hardee         | Verenigde Staten               | 8.689             | Jessica Ennis             | Verenigd Koninkrijk            | 6.790               |
| 2012   | Hans Van Alphen     | België                         | 8.519             | Jessica Ennis             | Verenigd Koninkrijk            | 6.906               |
| 2013   | Damian Warner       | Canada                         | 8.307             | Brianne Theisen           | Canada                         | 6.376               |
| 2014   | Trey Hardee         | Verenigde Staten               | 8.518             | Katarina Johnson-Thompson | Verenigd Koninkrijk            | 6.682               |
| 2015   | Kai Kazmirek        | Duitsland                      | 8.462             | Brianne Theisen-Eaton     | Canada                         | 6.808               |
| 2016   | Damian Warner       | Canada                         | 8.523             | Brianne Theisen-Eaton     | Canada                         | 6.765               |
| 2017   | Damian Warner       | Canada                         | 8.591             | Nafissatou Thiam          | België                         | 7.013               |
| 2018   | Damian Warner       | Canada                         | 8.795             | Nafissatou Thiam          | België                         | 6.806               |
| 2019   | Damian Warner       | Canada                         | 8.711             | Katarina Johnson-Thompson | Verenigd Koninkrijk            | 6.813               |
| 2021   | Damian Warner       | Canada                         | 8.995             | Xenia Krizsan             | Hongarije                      | 6.651               |
| 2022   | Damian Warner       | Canada                         | 8.797             | Anouk Vetter              | Nederland                      | 6.693               |
| 2023   | Pierce LePage       | Canada                         | 8.700             | Anna Hall                 | Verenigde Staten               | 6.988               |
| 2024   | Damian Warner       | Canada                         | 8.678             | Anouk Vetter              | Nederland                      | 6.642               |
| 2025   | Sander Skotheim     | Noorwegen                      | 8.909             | Anna Hall                 | Verenigde Staten               | 7.032               |

## Organisatie
De organisatie (Verein zur Förderung der Leichtathletik) ontving voor de editie van 2019 een subsidie van € 39.368 vanuit de federale overheid van Oostenrijk, in het kader van een subsidieregeling voor grote sportevenementen. Voor de editie van 2021 ontving de organisatie dezelfde subsidie, maar dan ter hoogte van € 40.000. In 2007 ontving de organisatie een subsidie van € 21.800, in 2008 een subsidie van € 30.000, in 2009 een subsidie van € 21.800, in 2010 een subsidie van € 21.800 en in 2011 wederom een subsidie van € 21.800 vanuit de federale overheid van Oostenrijk.